# Temple de Mars vengeur
Pour les articles homonymes, voir Temple de Mars.
Temple de Mars Ultor
Le temple de Mars vengeur (en latin : Templum Martis Ultoris) est un temple romain dédié à Mars, dieu de la guerre, situé dans le forum d'Auguste, le deuxième des forums impériaux de Rome.
Pour un article plus général, voir Forum d'Auguste.

## Localisation
Le temple est construit au sein du forum d'Auguste dont il ferme un côté, position similaire à celle du temple de Vénus Genitrix dans le forum de César, à ceci près que le temple de Mars est construit à l'intérieur de la place centrale dont les limites sont représentées par les portiques latéraux, alors que le temple de Vénus est placé à l'extérieur de la place centrale du forum de César (voir le plan).

## Histoire

### Antiquité
Octave voue un temple à Mars lors de la bataille de Philippes en 42 av. J.-C., qui l'oppose aux côtés de Marc Antoine aux assassins de son père adoptif Jules César, Brutus et Cassius. Ces derniers sont vaincus et Octave, devenu Auguste, commence à racheter les terrains nécessaires à la construction du forum et du temple à des particuliers. Ovide, dans ses Fastes, prête ces mots à Octave lorsqu'il prononce le votum :

« S'il est vrai que la mort seule d'un père, d'un prêtre de Vesta m'amène sur le champ de bataille pour venger cette majesté deux fois sacrée, assiste-nous, ô dieu Mars ! Que nos épées s'abreuvent d'un sang criminel, et que le parti de la justice soit assuré de ton appui. Je te voue un temple, et, si je remporte la victoire, tu recevras le surnom de Vengeur. »

— Ovide, Fastes, chant V, Mai, 12 mai : anniversaire de la dédicace du temple de Mars vengeur (5, 545-598).
Selon Suétone, César a déjà en son temps invoqué Mars, lors de la bataille de Pharsale qui l'oppose à Pompée. Il a également voué un temple à Vénus pour sa victoire. Ce dernier est effectivement construit dans son forum mais le temple de Mars est resté à l'état de projet, César le réservant peut-être pour célébrer ses futures victoires en Parthie. Son assassinat met un terme à ses ambitions mais Auguste, en invoquant à son tour Mars, a probablement repris le vœu de César, qui plus est dans des circonstances semblables, celles de la guerre civile. Au contraire de César qui a prévu de construire son temple sur le Champ de Mars, et donc à l'extérieur du pomœrium comme le veut la tradition, Auguste fait construire son temple dans les limites de la ville, dans un lieu qui n'échappe pas à la transgression. Ainsi, Mars rejoint le cercle des divinités poliades.
Les travaux sont longs, le temple et le forum ne sont inaugurés qu'en 2 av. J.-C., soit quarante ans après le vœu initial bien qu'à cette date, la construction du temple ne soit même pas encore achevée. C'est Auguste en personne qui préside la cérémonie, fait exceptionnel démontrant l'implication de l'empereur dans le projet, étant donné que cette charge est normalement dévolue à ses petits-fils Caius et Lucius,. Les travaux ont sûrement été retardés par les évènements internes, dont les conflits avec Marc Antoine, mais il est possible que ce soit Auguste lui-même qui ait retardé l'achèvement du projet afin de l'associer à l'instauration du nouveau régime et non au souvenir de l'assassinat de César et à la guerre civile. D'ailleurs, tout au long de ces quarante années, Auguste rappelle régulièrement son ambition, notamment lors de la restitution des enseignes de Crassus avec la mise en circulation de monnaies au revers desquelles figure le temple rond de Mars sur le Capitole à l'intérieur duquel on aperçoit un aigle et les enseignes, souligné de la légende « MART ULTO ». Selon Dion Cassius, c'est en 19 av. J.-C., justement pour célébrer ce retour des enseignes romaines perdues à la bataille de Carrhes, que le temple est construit, un retour célébré comme s'il s'agissait d'une victoire militaire.

« Sur ces entrefaites, Phraate, craignant qu'Auguste ne marchât contre lui, parce qu'il n'avait encore rempli aucune de ses conventions, lui renvoya les enseignes et les prisonniers [...]. Auguste les reçut comme s'il eût vaincu les Parthes ; il s'en montra fier, prétendant que ce qui avait été jadis perdu dans des batailles, il l'avait recouvré sans combat. Ainsi, il fit à cette occasion décréter des sacrifices et un temple à Mars Vengeur, à l'imitation de celui de Jupiter Férétrien au Capitole, pour y suspendre ces enseignes, et il construisit ce temple. »

— Dion Cassius, Histoire romaine, livre LIV, 8.
À la fin de l'année 54, le Sénat décide d'ériger des statues de Néron dans le temple de Mars pour célébrer les victoires de Corbulon en Arménie. Des restaurations sont effectuées sous le règne d'Hadrien mais elles semblent ne s'être limitées qu'au remplacement de quelques chapiteaux des portiques du forum.

### Vestiges

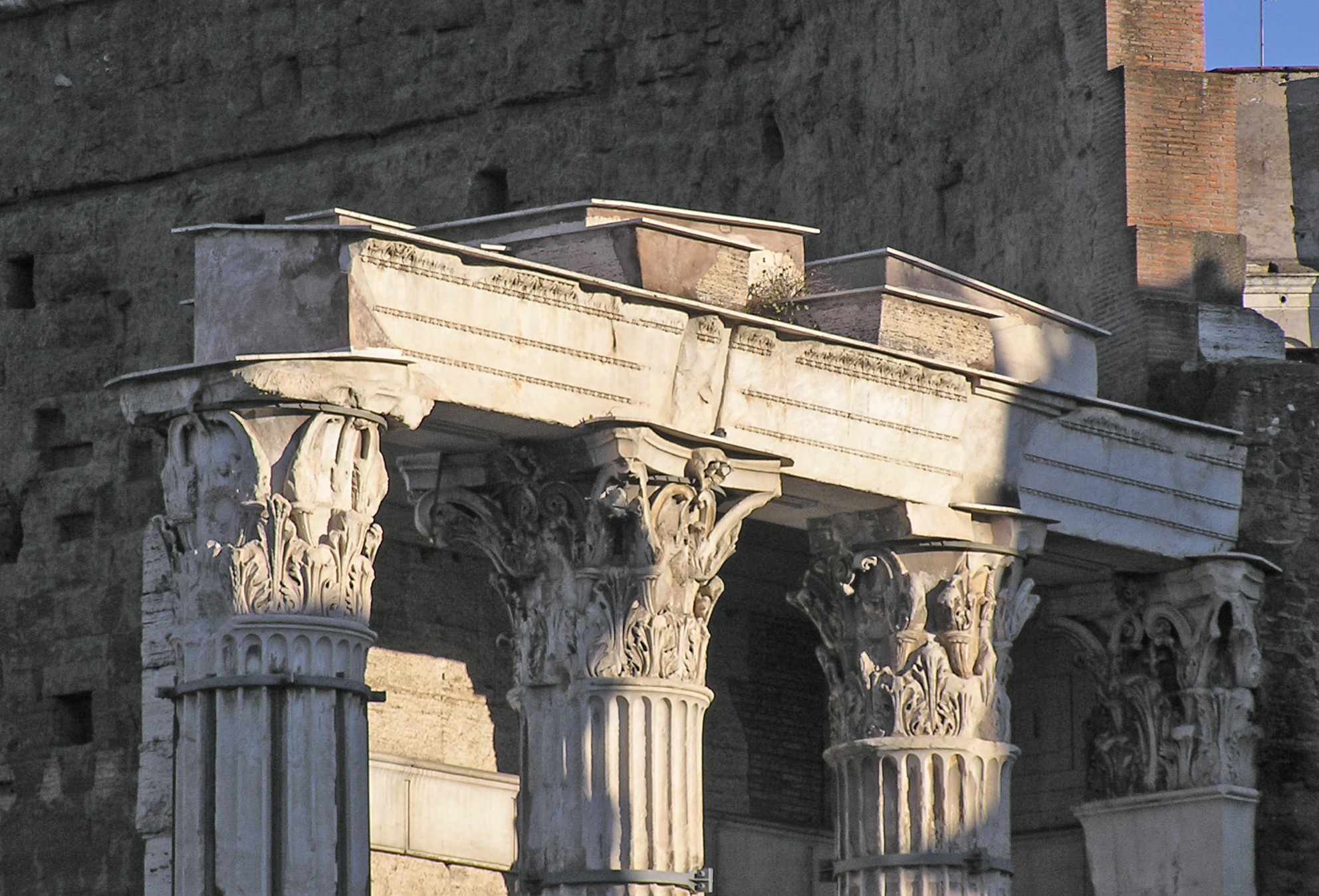
Les trois colonnes qui ont survécu.

Les ruines du temple de Mars sont dégagées lors des fouilles archéologiques entreprises dans la zone entre 1930 et 1932 par Corrado Ricci (it), à l'occasion de la construction de la Via dell'Impero. Elles comprennent une bonne partie du podium, quelques bases de colonnes et trois colonnes corinthiennes encore debout, ainsi que le pilastre engagé dans le haut mur coupe-feu contre lequel est adossé le temple. Les colonnes soutiennent encore une partie de l'architrave, reliée à la section du mur de la cella correspondante.
Pour se faire une idée de ce qu'était ce temple lorsqu'il était intact, on peut le comparer à la Maison Carrée de Nîmes.

## Fonction
On connaît assez bien les fonctions attribuées au temple grâce aux auteurs antiques qui rapportent le contenu de la lex templi instaurée par Auguste lorsqu'il se charge de la dedicatio du temple,.

« [...] que ceux qui, au sortir de l'enfance, prendraient la toge virile, devraient s'y rendre ; que les citoyens envoyés pour remplir des charges au dehors partiraient de là, que le Sénat y délibérerait sur le triomphe à accorder ; que ceux qui l'auraient obtenu consacreraient à Mars le sceptre et la couronne ; qu'eux et les autres citoyens qui avaient reçu les honneurs du triomphe auraient leur statue en airain sur le Forum ; que si parfois on rapportait des enseignes prises à l'ennemi, elles seraient déposées dans le temple du dieu ; que certains jeux seraient célébrés par les seviri sur ses degrés ; que ceux qui auraient exercé la censure y enfonceraient un clou ; que les sénateurs même pourraient se charger de la fourniture des chevaux qui doivent courir dans les jeux du cirque et de la garde du temple, comme une loi l'avait réglé pour celui d'Apollon et pour celui de Jupiter Capitolin. »

— Dion Cassius, Histoire romaine, livre LV, 10.

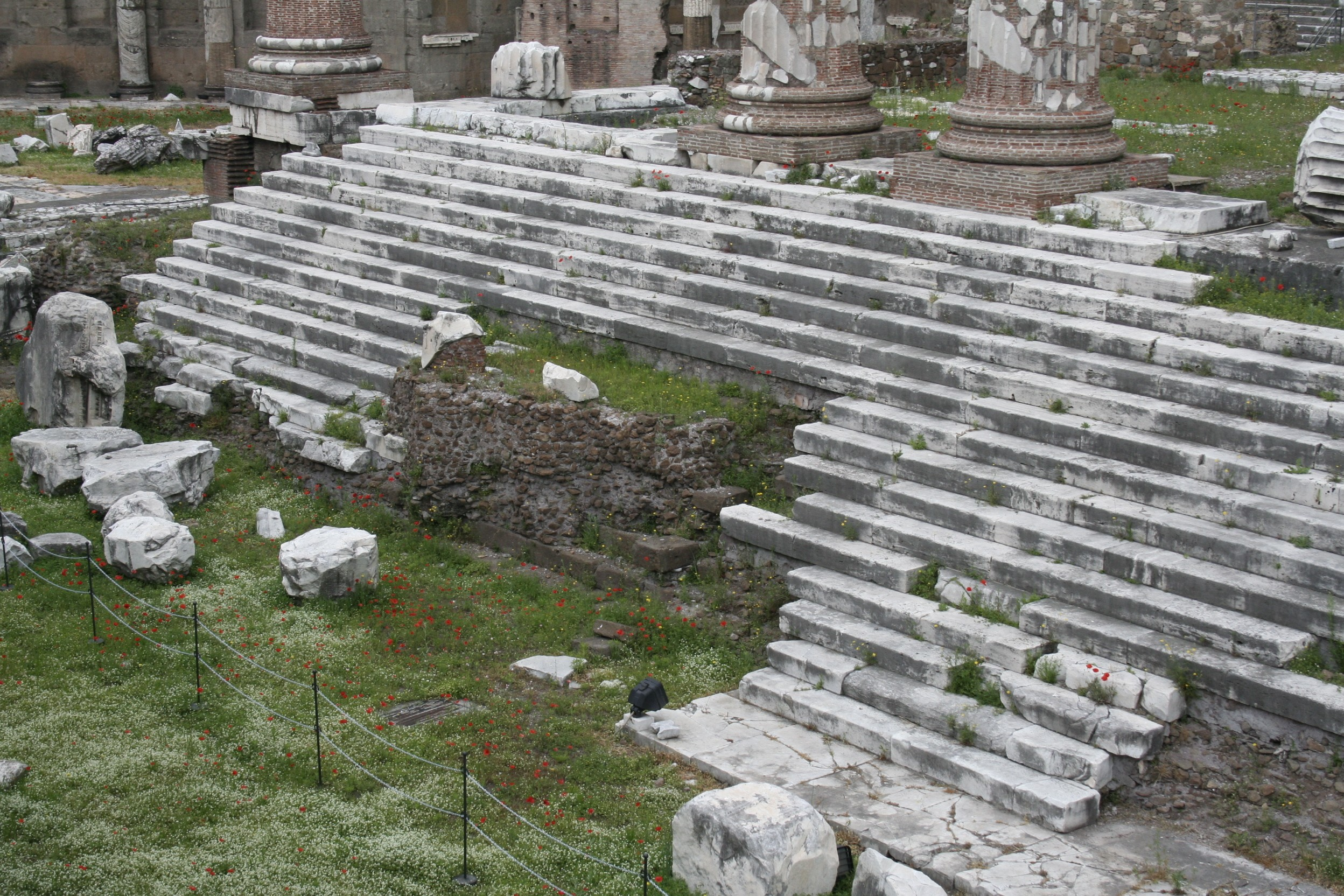
Vestige de l'autel au milieu des marches du podium.

Le temple de Mars est donc associé à de nombreuses activités liées à la guerre, plus précisément à la préparation et à la consécration de la victoire. Le Sénat se réunit dans le temple pour discuter des affaires concernant la guerre ou les triomphes, même si cette pratique n'est pas systématique, le Sénat continuant à se réunir selon la tradition dans le temple de Jupiter Capitolin pour régler les affaires extérieures. Les gouverneurs de province nouvellement nommés viennent offrir un sacrifice sur l'autel du temple, ce dernier doublant sa fonction de dieu de la guerre d'une fonction de protecteur de l'Empire. Les généraux victorieux viennent dans le forum, peut-être lors d'une étape de la procession triomphale, déposer les trophées amassés lors de leurs campagnes (insignia triumphorum). À toutes ces fonctions relatives à la guerre, on peut ajouter des cérémonies religieuses comme les ludi martiales et d'autres rituels organisés par les Salii.
Outre ses fonctions relatives à la guerre, Auguste a prévu de lier le temple à d'autres fonctions d'ordre social, visant ainsi à renforcer les liens qui l'unissent aux différentes classes de la population. Il intègre ainsi le temple dans la cérémonie de prise de la toge virile. L'empereur réinstaure également un rite de plantation de clous sur les portes du temple à l'issue d'un cens, ravivant une ancienne tradition, le clavus annalis du temple de Jupiter Capitolin. Enfin, il est probable qu'Auguste, en ravivant et en réinterprétant l'ancienne coutume de la transvectio equitum tombée en désuétude, ait modifié l'antique parcours de la procession afin de marquer une étape sur le nouveau forum et offrir un sacrifice sur l'autel du temple de Mars,.

## Description

### Extérieur
Le plan du forum d'Auguste n'est pas tout à fait symétrique, l'un des portiques est plus long que l'autre. Pour pallier ce défaut, l'architecte a adossé le temple de Mars contre le mur du fond, plaçant l'abside dans l'angle que forme le mur afin de dissimuler l’asymétrie.
Le temple repose sur un podium composé de blocs de tuf disposés en opus quadratum et couverts de plaques de marbre de Carrare. On accède au pronaos par un escalier de dix-sept marches et construit en opus caementicium. Au milieu des marches se dresse un autel. Une fontaine orne chaque extrémité de l'escalier, en avant du podium.

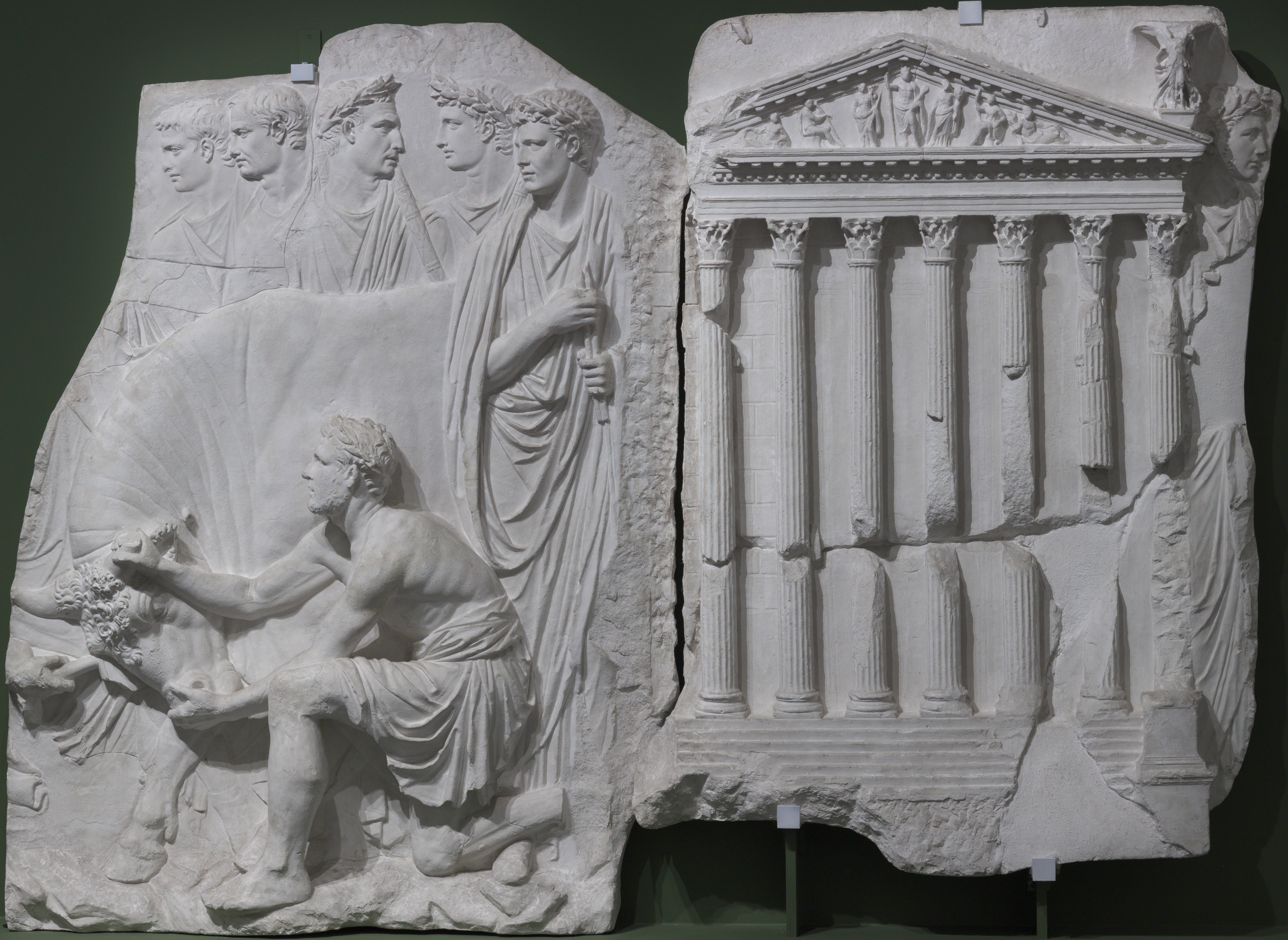
Moulage des reliefs de la façade de la Villa Médicis, montrant une scène de sacrifice devant le temple de Mars Ultor

Le temple compte huit colonnes en façade et huit sur chaque côté, d'ordre corinthien, en marbre blanc de Carrare et de 17,70 mètres de hauteur. Il s'agit donc d'un temple octostyle corinthien périptère sine postico. L'entablement de la façade porte une inscription dans laquelle figure le nom d'Auguste. Au-dessus, le fronton est orné d'un relief connu grâce à un bas-relief réalisé sous la dynastie julio-claudienne qui représente une scène de sacrifice se déroulant dans le forum, au pied du temple,. Ce relief appartenait à l'Ara Pietatis Augustae érigé en 43. Retrouvé à la Renaissance, il est intégré dans la façade de la villa Médicis. Sur le relief du tympan du fronton apparaissent donc plusieurs personnages répartis selon leurs dignités par sa forme triangulaire. Au centre se tient Mars, appuyé sur sa lance. À sa gauche, la déesse Fortuna porte ses attributs, le gouvernail et la corne d'abondance, puis apparaît la déesse Rome et une représentation du Tibre. À sa droite, Vénus est accompagnée d'un petit Éros assis sur son épaule. Derrière elle, Romulus prend les auspices de fondation sur le Palatin qui est représenté dans le coin inférieur du relief.

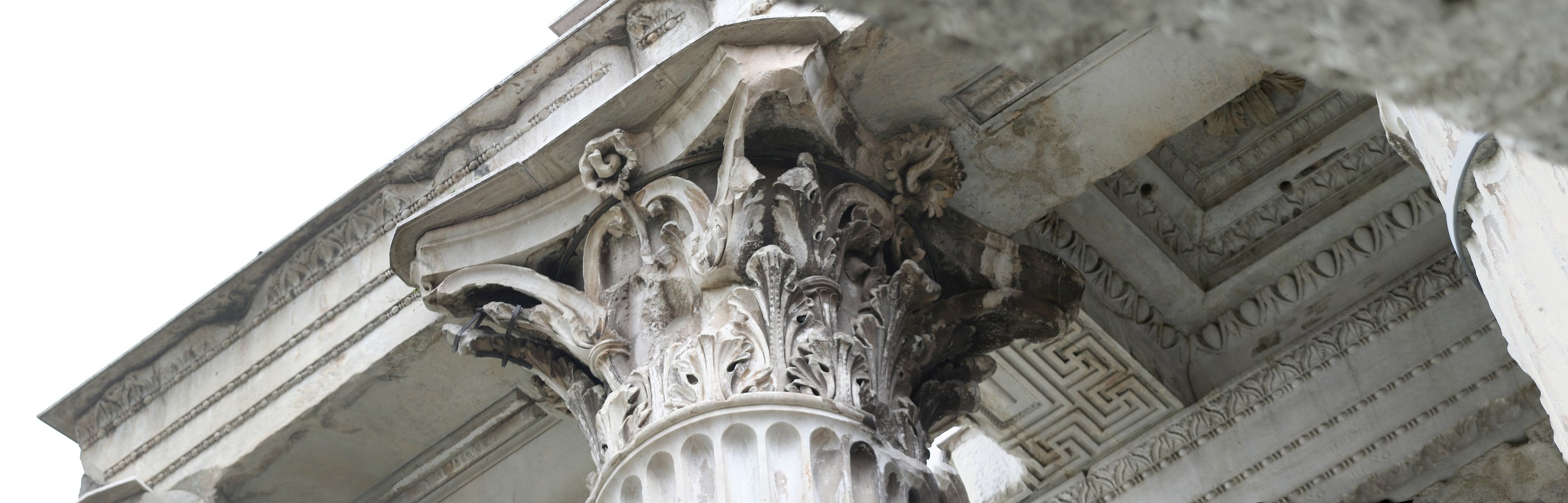
Chapiteau corinthien et détail du plafond compris entre les colonnes et les murs extérieurs de la cella. À noter le relief en forme de spirale typique de l'art grec du.

### Intérieur

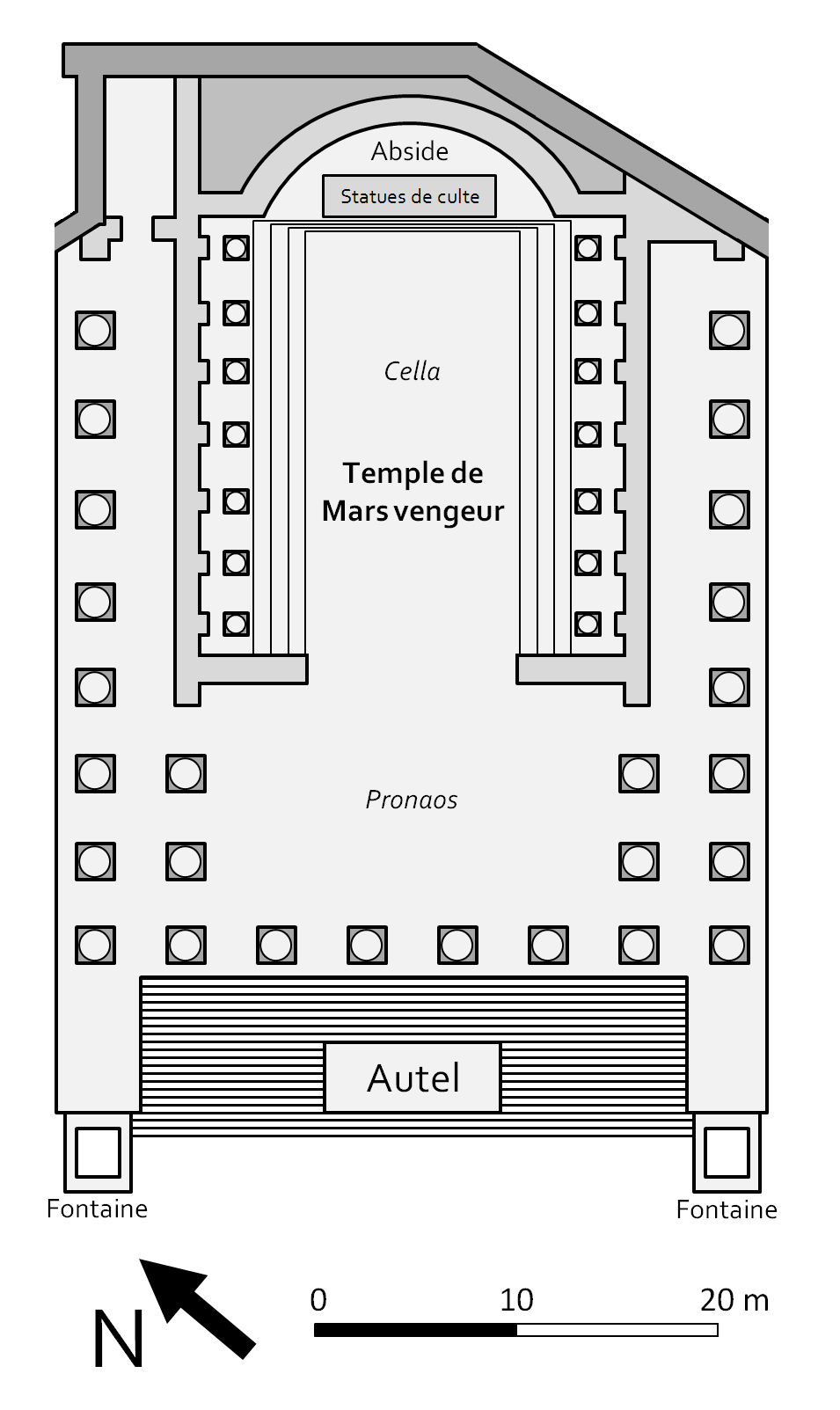
Plan du temple de Mars vengeur.

À l'intérieur de la cella, chaque mur latéral est décoré de sept colonnes disposées en deux étages, alignées avec des pilastres à demi-engagés. Entre les colonnes, des niches abritent des statues. Les statues de culte sont placées au fond de la cella, dans une abside qui est identifiée comme le penetrale du temple (c'est-à-dire le sancta sanctorum), sur une base large de neuf mètres. Selon une hypothèse formulée d'après un relief retrouvé à Carthage, elles comprennent une statue de Mars, une de Vénus ainsi qu'une de César divinisé (Divus Iulius). Cette représentation n'est pas unanimement acceptée, certains historiens ne plaçant qu'une statue de Mars dont les dimensions correspondraient davantage à celles de l'abside. C'est à proximité des statues que sont entreposées les enseignes de Crassus et une épée de César, conservée ici comme une relique. Les marches permettant d'accéder à l'abside se prolongent le long des murs latéraux et sont utilisées comme gradins lorsque le Sénat se réunit dans le temple.
Un autel et une statue en or d'Ultio se trouvaient également dans le temple de Mars Ultor, dédié par Auguste en 2 av. J.-C. pour le culte de Mars le Vengeur.